# Zhong Acheng
Dans ce nom, le nom de famille, Zhong, précède le nom personnel.
Zhong Acheng, alias Ah Cheng 阿城, (Pékin, 1949) est un écrivain, nouvelliste, chroniqueur et scénariste chinois.
En 1979, Ah Cheng est un des membres fondateurs du groupe "Les Etoiles", premier mouvement artistique d'avant-garde en Chine, aux côtés de Wang Keping, Huang Rui, Ma Desheng, Li Shuang, Ai Weiwei.
Sa trilogie romanesque (les "Rois") connait un grand succès dans le cadre nouveau de la littérature de "recherche des racines".L’originalité du langage narratif d’Acheng réside dans sa capacité de conserver l’élégance du chinois classique et l’expressivité de la langue parlée, et dans son attention pour les détails qui frappent le plus l’imagination. 
Zhong Acheng est également l’auteur de nouvelles dont un bon nombre sont réunies sous le titre Biandi fengliu (Pékin, Nankin 1985-86, Perdre son chemin).
Scripts
- Wu qingyuan
- 2002 : Printemps dans une petite ville (Xiao cheng zhi chun)
- Hua pi zhi yinyang fawang

Romans
- Le Roi des échecs Qi wang (1984)
- Le Roi des arbres Shu wang (1985)
- Le Roi des enfants Haizi wang (1985)
- Shuang, en collaboration avec Li Shuang (1999)